# Palácio dos Henriques
O Palácio dos Henriques, ou Palácio Tocha, situa-se na atual freguesia de Estremoz (Santa Maria e Santo André), no Município de Estremoz, Distrito de Évora, Portugal.
Esteve em vias de classificação como IIP - Imóvel de Interesse Público desde 2000 até Janeiro de 2014, quando é classificado como Monumento de Interesse Público e fixada a zona especial de proteção do mesmo monumento, pela Portaria n.º 40/2014, de 21 de Janeiro.
Nele está atualmente instalado o Museu Berardo Estremoz.

## História
Palácio construído em inícios do século XVIII para residência do Capitão Barnabé Henriques e sua família.
D. Pedro V e a sua comitiva, aqui pernoitaram em 1860. No século XX serviu como hotel.
Em 2013, o edifício foi o palco duma telenovela da TVI (Belmonte) e servia de casa de família duma parte do elenco.

## Descrição
Arquitectura residencial em planta rectangular, evidencia o estilo barroco, rococó e neoclássico.
No interior são de destacar as paredes das salas e corredores cobertas com esplêndidos painéis de azulejaria portuguesa  setecentista, barroca e rococó, com descrição de cenas de batalhas da história regional, cenas mitológicas e cenas campestres.